# Pemphredon lugubris
Pemphredon lugubris är en stekelart som först beskrevs av Fabricius 1793.  Pemphredon lugubris ingår i släktet Pemphredon, och familjen Crabronidae. Arten är reproducerande i Sverige.